# Troisième circonscription de Vaucluse
La troisième circonscription du Vaucluse est l'une des cinq circonscriptions législatives que compte le département français du Vaucluse (84), situé en région Provence-Alpes-Côte d'Azur.
Elle est représentée à l'Assemblée nationale, lors de la XVIIe législature de la Cinquième République, par Hervé de Lépinau, membre du Rassemblement national.

## Description géographique et démographique

### De 1958 à 1986
La troisième circonscription du Vaucluse  était composée de :
- Canton de Beaumes-de-Venise
- Canton de Bédarrides
- Canton de Bollène
- Canton de Carpentras-Sud
- Canton de Malaucène
- Canton d'Orange-Est
- Canton d'Orange-Ouest
- Canton de Vaison-la-Romaine
- Canton de Valréas.

Source : Journal Officiel du 14-15 Octobre 1958.

### De 1988 à 2010
Selon le découpage électoral de la loi no 86-1197 du 24 novembre 1986, la troisième circonscription de Vaucluse regroupait les divisions administratives suivantes : 
- Canton de Bédarrides
- Canton de Carpentras-Nord
- Canton de Carpentras-Sud
- Canton de Mormoiron
- Canton de Pernes-les-Fontaines
- Canton de Sault.

Lors du recensement général de la population en 1999, réalisé par l'Institut national de la statistique et des études économiques (Insee), la population totale de cette circonscription était estimée à 127 749 habitants,.

### Depuis 2010
Le redécoupage des circonscriptions réalisé en 2010, en vigueur à partir des élections législatives de 2012, réduit la taille de la troisième circonscription. L'ordonnance no 2009-935 du 29 juillet 2009, ratifiée par le Parlement français le 21 janvier 2010, lui attribue les cantons suivants : 
- Canton de Bédarrides
- Canton de Carpentras-Sud
- Canton de Pernes-les-Fontaines.

Les cantons de Carpentras-Nord, Mormoiron et Sault sont quant à eux détachés de la circonscription pour former avec trois autres cantons (Apt, Gordes et Pertuis), issus de la deuxième circonscription, la nouvelle cinquième circonscription du département.
À la suite de ce redécoupage, la circonscription compte en 2022 une population de 106 910 habitants et de 97 206 habitants en 2009. Au total, elle compte quinze communes et s'étend sur 345,72 kilomètres carrés.

| Nom                      | Code Insee | Intercommunalité            | Superficie (km2) | Population (dernière pop. légale) | Densité (hab./km2) |
| ------------------------ | ---------- | --------------------------- | ---------------- | --------------------------------- | ------------------ |
| Althen-des-Paluds        | 84001      | CA Les Sorgues du Comtat    | 6,4              | 2 881 (2022)                      | 450                |
| Bédarrides               | 84016      | CA Les Sorgues du Comtat    | 24,79            | 5 521 (2022)                      | 223                |
| Carpentras               | 84031      | CA Ventoux-Comtat Venaissin | 37,92            | 30 854 (2022)                     | 814                |
| Courthézon               | 84039      | CC du Pays Réuni d'Orange   | 32,78            | 6 245 (2022)                      | 191                |
| Entraigues-sur-la-Sorgue | 84043      | CA Grand Avignon            | 16,57            | 8 888 (2022)                      | 536                |
| La Roque-sur-Pernes      | 84101      | CA Ventoux-Comtat Venaissin | 11,03            | 431 (2022)                        | 39                 |
| Le Beaucet               | 84011      | CA Ventoux-Comtat Venaissin | 9,04             | 381 (2022)                        | 42                 |
| Mazan                    | 84072      | CA Ventoux-Comtat Venaissin | 37,92            | 6 272 (2022)                      | 165                |
| Monteux                  | 84080      | CA Les Sorgues du Comtat    | 39,02            | 13 159 (2022)                     | 337                |
| Pernes-les-Fontaines     | 84088      | CA Les Sorgues du Comtat    | 51,12            | 10 433 (2022)                     | 204                |
| Saint-Didier             | 84108      | CA Ventoux-Comtat Venaissin | 3,62             | 2 192 (2022)                      | 606                |
| Sorgues                  | 84129      | CA Les Sorgues du Comtat    | 33,4             | 19 030 (2022)                     | 570                |
| Vedène                   | 84141      | CA Grand Avignon            | 11,18            | 11 799 (2022)                     | 1 055              |
| Velleron                 | 84142      | CA Grand Avignon            | 16,39            | 3 138 (2022)                      | 191                |
| Venasque                 | 84143      | CA Ventoux-Comtat Venaissin | 35,01            | 1 069 (2022)                      | 31                 |

- fraction de la commune de Carpentras incluse dans la circonscription (ancien canton de Carpentras-Sud) : 15 471 habitants

## Historique des députations
| Législature | Début de mandat | Fin de mandat   | Député               | Parti politique        | Observations |
| ----------- | --------------- | --------------- | -------------------- | ---------------------- | --- |
| Ire         | 9 décembre 1958 | 9 octobre 1962  | Jacques Bérard       | UNR                    | Mandat écourté à la suite d'une dissolution parlementaire décidée par Charles de Gaulle.                                                                                             |
| IIe         | 6 décembre 1962 | 2 avril 1967    | Jacques Bérard       | UNR-UDT                | |
| IIIe        | 3 avril 1967    | 30 mai 1968     | Fernand Marin        | PCF                    | Mandat écourté à la suite d'une dissolution parlementaire décidée par Charles de Gaulle.                                                                                             |
| IVe         | 11 juillet 1968 | 1er avril 1973  | Jacques Bérard       | UDR                    | |
| Ve          | 2 avril 1973    | 2 avril 1978    | Jacques Bérard       | UDR                    | |
| VIe         | 3 avril 1978    | 22 mai 1981     | Fernand Marin        | PCF                    | Mandat écourté à la suite d'une dissolution parlementaire décidée par François Mitterrand.                                                                                           |
| VIIe        | 2 juillet 1981  | 1er avril 1986  | Jean Gatel           | PS                     | |
| VIIIe       | 2 avril 1986    | 14 mai 1988     | Aucun                |                        | Proportionnelle par département, pas de député par circonscription. Mandat écourté à la suite d'une dissolution parlementaire décidée par François Mitterrand.                       |
| IXe         | 23 juin 1988    | 1er avril 1993  | Jean-Michel Ferrand  | UPF-RPR                | |
| Xe          | 2 avril 1993    | 21 avril 1997   | Jean-Michel Ferrand  | RPR                    | Mandat écourté à la suite d'une dissolution parlementaire décidée par Jacques Chirac.                                                                                                |
| XIe         | 12 juin 1997    | 18 juin 2002    | Jean-Michel Ferrand  | RPR                    | |
| XIIe        | 19 juin 2002    | 19 juin 2007    | Jean-Michel Ferrand, | UMP,                   | |
| XIIIe       | 20 juin 2007    | 19 juin 2012    | Jean-Michel Ferrand  | UMP                    | |
| XIVe        | 20 juin 2012    | 20 juin 2017    | Marion Maréchal      | FN                     | |
| XVe         | 21 juin 2017    | 21 juillet 2017 | Brune Poirson        | LREM                   | Secrétaire d'État auprès du ministre de la Transition écologique et solidaire du second gouvernement Édouard Philippe de 2017 à 2020. Chargée d'une mission gouvernementale en 2021. |
| XVe         | 22 juillet 2017 | 3 août 2020     | Adrien Morenas       | LREM                   | Secrétaire d'État auprès du ministre de la Transition écologique et solidaire du second gouvernement Édouard Philippe de 2017 à 2020. Chargée d'une mission gouvernementale en 2021. |
| XVe         | 4 août 2020     | 5 avril 2021    | Brune Poirson        | LREM                   | Secrétaire d'État auprès du ministre de la Transition écologique et solidaire du second gouvernement Édouard Philippe de 2017 à 2020. Chargée d'une mission gouvernementale en 2021. |
| XVe         | 6 avril 2021    | 21 juin 2022    | Adrien Morenas       | LREM                   | Secrétaire d'État auprès du ministre de la Transition écologique et solidaire du second gouvernement Édouard Philippe de 2017 à 2020. Chargée d'une mission gouvernementale en 2021. |
| XVIe        | 22 juin 2022    | 9 juin 2024     | Hervé de Lépinau     | Rassemblement national | Conseiller départemental de Vaucluse. Mandat écourté à la suite d'une dissolution parlementaire décidée par Emmanuel Macron.                                                         |
| XVIIe       | 8 juillet 2024  | En cours        | Hervé de Lépinau     | Rassemblement national | Conseiller départemental de Vaucluse. |

## Historique des élections

### Élections de 1958
| Candidat       | Candidat           | Parti          | Premier tour | Premier tour | Second tour | Second tour |  |
| Candidat       | Candidat           | Parti          | Voix         | %            | Voix        | %           |  |
| -------------- | ------------------ | -------------- | ------------ | ------------ | ----------- | ----------- |  |
|                | Fernand Marin      | PCF            | 8 989        | 23,03        | 12 707      | 31,64       |  |
|                | Jules Niel         | Radsoc         | 7 147        | 18,31        | 11 997      | 29,87       |  |
|                | Jacques Bérard élu | UNR            | 5 915        | 15,16        | 15 454      | 38,48       |  |
|                | Jacques Teissier   | Extrême droite | 5 698        | 14,6         | Retrait     | Retrait     |  |
|                | Aimé Pètre         | SFIO           | 3 913        | 10,03        | Retrait     | Retrait     |  |
|                | Roger Chevalier    | MRP            | 3 737        | 9,57         | Retrait     | Retrait     |  |
|                | Ellen Robert       | Radsoc         | 3 631        | 9,3          | Retrait     | Retrait     |  |
|                |                    |                |              |              |             |             |  |
| Inscrits       | Inscrits           | Inscrits       | 53 514       | 100,00       | 53 383      | 100,00      |  |
| Abstentions    | Abstentions        | Abstentions    | 13 186       | 24,64        | 12 140      | 22,74       |  |
| Votants        | Votants            | Votants        | 40 328       | 75,36        | 41 243      | 77,26       |  |
| Blancs et nuls | Blancs et nuls     | Blancs et nuls | 1 298        | 3,22         | 1 085       | 2,63        |  |
| Exprimés       | Exprimés           | Exprimés       | 39 030       | 96,78        | 40 158      | 97,37       |  |

Le suppléant de Jacques Bérard était Marcel Serre, directeur commercial, ancien résistant.

### Élections de 1962
| Candidat       | Candidat                     | Parti          | Premier tour | Premier tour | Second tour | Second tour |  |
| Candidat       | Candidat                     | Parti          | Voix         | %            | Voix        | %           |  |
| -------------- | ---------------------------- | -------------- | ------------ | ------------ | ----------- | ----------- |  |
|                | Jacques Bérard sortant réélu | UNR-UDT        | 11 636       | 30,8         | 20 316      | 51,5        |  |
|                | Fernand Marin                | PCF            | 11 214       | 29,68        | 19 136      | 48,5        |  |
|                | André Bruey                  | Radsoc         | 7 809        | 20,67        | Retrait     | Retrait     |  |
|                | Aimé Pètre                   | SFIO           | 3 654        | 9,67         | Retrait     | Retrait     |  |
|                | Jacques Teissier             | CNIP           | 1 954        | 5,17         | Retrait     | Retrait     |  |
|                | Julien Amié                  | UFF            | 1 510        | 4            |             |             |  |
|                |                              |                |              |              |             |             |  |
| Inscrits       | Inscrits                     | Inscrits       | 55 557       | 100,00       | 55 549      | 100,00      |  |
| Abstentions    | Abstentions                  | Abstentions    | 16 281       | 29,31        | 13 579      | 24,45       |  |
| Votants        | Votants                      | Votants        | 39 276       | 70,69        | 41 970      | 75,55       |  |
| Blancs et nuls | Blancs et nuls               | Blancs et nuls | 1 499        | 3,82         | 2 518       | 6           |  |
| Exprimés       | Exprimés                     | Exprimés       | 37 777       | 96,18        | 39 452      | 94          |  |

Le suppléant de Jacques Bérard était le Docteur Jacob, Premier adjoint au maire de Valréas.

### Élections de 1967
| Candidat       | Candidat               | Parti          | Premier tour | Premier tour | Second tour | Second tour |  |
| Candidat       | Candidat               | Parti          | Voix         | %            | Voix        | %           |  |
| -------------- | ---------------------- | -------------- | ------------ | ------------ | ----------- | ----------- |  |
|                | Jacques Bérard sortant | UD-Ve          | 17 671       | 36,12        | 23 987      | 49,27       |  |
|                | Fernand Marin élu      | PCF            | 14 318       | 29,26        | 24 696      | 50,73       |  |
|                | Guy Penne              | FGDS (CIR)     | 8 741        | 17,87        | Retrait     | Retrait     |  |
|                | Ellen Robert           | Rad            | 4 667        | 9,54         |             |             |  |
|                | Hugues d'Alauzier      | CD (PDM)       | 3 531        | 7,22         |             |             |  |
|                |                        |                |              |              |             |             |  |
| Inscrits       | Inscrits               | Inscrits       | 61 146       | 100,00       | 61 144      | 100,00      |  |
| Abstentions    | Abstentions            | Abstentions    | 10 722       | 17,54        | 9 667       | 15,81       |  |
| Votants        | Votants                | Votants        | 50 424       | 82,46        | 51 477      | 84,19       |  |
| Blancs et nuls | Blancs et nuls         | Blancs et nuls | 1 496        | 2,97         | 2 794       | 5,43        |  |
| Exprimés       | Exprimés               | Exprimés       | 48 928       | 97,03        | 48 683      | 94,57       |  |

Le suppléant de Fernand Marin était Louis Giorgi, conseiller municipal et conseiller général d'Orange.

### Élections de 1968
| Candidat       | Candidat              | Parti          | Premier tour | Premier tour | Second tour | Second tour |  |
| Candidat       | Candidat              | Parti          | Voix         | %            | Voix        | %           |  |
| -------------- | --------------------- | -------------- | ------------ | ------------ | ----------- | ----------- |  |
|                | Jacques Bérard élu    | UDR (URP)      | 23 975       | 49,07        | 27 126      | 55,25       |  |
|                | Fernand Marin sortant | PCF            | 15 605       | 31,94        | 21 969      | 44,75       |  |
|                | Vincent Alessandrini  | FGDS (Radical) | 9 280        | 18,99        | Retrait     | Retrait     |  |
|                |                       |                |              |              |             |             |  |
| Inscrits       | Inscrits              | Inscrits       | 60 975       | 100,00       | 60 972      | 100,00      |  |
| Abstentions    | Abstentions           | Abstentions    | 10 611       | 17,4         | 9 705       | 15,92       |  |
| Votants        | Votants               | Votants        | 50 364       | 82,6         | 51 267      | 84,08       |  |
| Blancs et nuls | Blancs et nuls        | Blancs et nuls | 1 504        | 2,99         | 2 172       | 4,24        |  |
| Exprimés       | Exprimés              | Exprimés       | 48 860       | 97,01        | 49 095      | 95,76       |  |

Le suppléant de Jacques Bérard était Serge Jacob, docteur en médecine, maire adjoint de Valréas.

### Élections de 1973
| Candidat       | Candidat                     | Parti          | Premier tour | Premier tour | Second tour | Second tour |  |
| Candidat       | Candidat                     | Parti          | Voix         | %            | Voix        | %           |  |
| -------------- | ---------------------------- | -------------- | ------------ | ------------ | ----------- | ----------- |  |
|                | Jacques Bérard sortant réélu | UDR (URP)      | 20 200       | 37,26        | 27 583      | 50,15       |  |
|                | Fernand Marin                | PCF            | 16 381       | 30,22        | 27 420      | 49,85       |  |
|                | Yves Meffre                  | PS (UGSD)      | 12 592       | 23,23        | Retrait     | Retrait     |  |
|                | Jean-Joseph Allain           | MR             | 5 035        | 9,29         |             |             |  |
|                |                              |                |              |              |             |             |  |
| Inscrits       | Inscrits                     | Inscrits       | 65 937       | 100,00       | 65 931      | 100,00      |  |
| Abstentions    | Abstentions                  | Abstentions    | 10 222       | 15,5         | 8 493       | 12,88       |  |
| Votants        | Votants                      | Votants        | 55 715       | 84,5         | 57 438      | 87,12       |  |
| Blancs et nuls | Blancs et nuls               | Blancs et nuls | 1 507        | 2,7          | 2 435       | 4,24        |  |
| Exprimés       | Exprimés                     | Exprimés       | 54 208       | 97,3         | 55 003      | 95,76       |  |

Le suppléant de Jacques Bérard était Serge Jacob.

### Élections de 1978
| Candidat       | Candidat               | Parti          | Premier tour | Premier tour | Second tour | Second tour |  |
| Candidat       | Candidat               | Parti          | Voix         | %            | Voix        | %           |  |
| -------------- | ---------------------- | -------------- | ------------ | ------------ | ----------- | ----------- |  |
|                | Jacques Bérard sortant | RPR            | 19 572       | 30,29        | 32 369      | 48,69       |  |
|                | Fernand Marin élu      | PCF            | 19 009       | 29,42        | 34 115      | 51,31       |  |
|                | Jean Gatel             | PS             | 13 164       | 20,37        | Retrait     | Retrait     |  |
|                | Pierre Chapelot        | UDF (Rad)      | 4 662        | 7,21         |             |             |  |
|                | Jean-Louis Millet      | Écologie 78    | 2 896        | 4,48         |             |             |  |
|                | Hugues d'Alauzier      | CNIP           | 2 798        | 4,33         |             |             |  |
|                | Alain Seigle           | MRG            | 861          | 1,33         |             |             |  |
|                | Annie Souchon          | LO             | 773          | 1,2          |             |             |  |
|                | Paule Bompard          | FN             | 663          | 1,03         |             |             |  |
|                | Pierre Joly            | UOPDP          | 221          | 0,34         |             |             |  |
|                |                        |                |              |              |             |             |  |
| Inscrits       | Inscrits               | Inscrits       | 77 818       | 100,00       | 78 196      | 100,00      |  |
| Abstentions    | Abstentions            | Abstentions    | 11 655       | 14,98        | 9 389       | 12,01       |  |
| Votants        | Votants                | Votants        | 66 163       | 85,02        | 68 807      | 87,99       |  |
| Blancs et nuls | Blancs et nuls         | Blancs et nuls | 1 544        | 2,33         | 2 323       | 3,38        |  |
| Exprimés       | Exprimés               | Exprimés       | 64 619       | 97,67        | 66 484      | 96,62       |  |

Le suppléant de Fernand Marin était Georges Sabatier, Vice-Président de la Chambre d'agriculture, conseiller général, maire de Bollène.

### Élections de 1981
| Candidat       | Candidat              | Parti             | Premier tour | Premier tour | Second tour | Second tour |  |
| Candidat       | Candidat              | Parti             | Voix         | %            | Voix        | %           |  |
| -------------- | --------------------- | ----------------- | ------------ | ------------ | ----------- | ----------- |  |
|                | Jacques Bérard        | RPR (UNM)         | 21 108       | 35,84        | 26 106      | 41,24       |  |
|                | Jean Gatel élu        | PS                | 18 561       | 31,52        | 37 196      | 58,76       |  |
|                | Fernand Marin sortant | PCF               | 16 831       | 28,58        | Retrait     | Retrait     |  |
|                | Mariel Mallus         | Divers écologiste | 1 485        | 2,52         |             |             |  |
|                | Jean-Marc Martinuzzi  | FN                | 902          | 1,53         |             |             |  |
|                |                       |                   |              |              |             |             |  |
| Inscrits       | Inscrits              | Inscrits          | 83 467       | 100,00       | 83 447      | 100,00      |  |
| Abstentions    | Abstentions           | Abstentions       | 23 709       | 28,41        | 18 422      | 22,08       |  |
| Votants        | Votants               | Votants           | 59 758       | 71,59        | 65 025      | 77,92       |  |
| Blancs et nuls | Blancs et nuls        | Blancs et nuls    | 871          | 1,46         | 1 723       | 2,65        |  |
| Exprimés       | Exprimés              | Exprimés          | 58 887       | 98,54        | 63 302      | 97,35       |  |

Le suppléant de Jean Gatel était Jean-Pierre Lambertin, maire de Lapalud. Jean-Pierre Lambertin remplaça Jean Gatel, nommé membre du gouvernement, du 5 novembre 1983 au 1er avril 1986.

### Élections de 1988
| Candidat       | Candidat                          | Parti          | Premier tour | Premier tour | Second tour | Second tour |  |
| Candidat       | Candidat                          | Parti          | Voix         | %            | Voix        | %           |  |
| -------------- | --------------------------------- | -------------- | ------------ | ------------ | ----------- | ----------- |  |
|                | Jean-Michel Ferrand sortant réélu | RPR (URC)      | 19 040       | 37,63        | 29 096      | 53,83       |  |
|                | Jean-François Brun                | PS             | 15 277       | 30,19        | 24 955      | 46,17       |  |
|                | Guy Macary                        | FN             | 9 219        | 18,22        |             |             |  |
|                | Charles Valenti                   | PCF            | 7 067        | 13,97        |             |             |  |
|                |                                   |                |              |              |             |             |  |
| Inscrits       | Inscrits                          | Inscrits       | 75 541       | 100,00       | 75 525      | 100,00      |  |
| Abstentions    | Abstentions                       | Abstentions    | 23 858       | 31,58        | 19 716      | 26,11       |  |
| Votants        | Votants                           | Votants        | 51 683       | 68,42        | 55 809      | 73,89       |  |
| Blancs et nuls | Blancs et nuls                    | Blancs et nuls | 1 080        | 2,09         | 1 758       | 3,15        |  |
| Exprimés       | Exprimés                          | Exprimés       | 50 603       | 97,91        | 54 051      | 96,85       |  |

Le suppléant de Jean-Michel Ferrand était Alain Milon, conseiller général du Canton de Bédarrides, docteur en médecine.

### Élections de 1993
| Candidat       | Candidat                          | Parti          | Premier tour | Premier tour | Second tour | Second tour |  |
| Candidat       | Candidat                          | Parti          | Voix         | %            | Voix        | %           |  |
| -------------- | --------------------------------- | -------------- | ------------ | ------------ | ----------- | ----------- |  |
|                | Jean-Michel Ferrand sortant réélu | RPR (UPF)      | 21 919       | 41,10        | 29 783      | 67,55       |  |
|                | Guy Macary                        | FN             | 11 182       | 20,96        | 14 309      | 32,45       |  |
|                | Michel Maurin                     | PS (ADFP)      | 5 536        | 10,38        |             |             |  |
|                | Nicette Aubert                    | PCF            | 4 992        | 9,36         |             |             |  |
|                | Étienne De Menthon                | GÉ (EÉ)        | 4 118        | 7,62         |             |             |  |
|                | Christian Gros                    | Divers gauche  | 3 568        | 6,69         |             |             |  |
|                | Georges Bouyaud                   | LT-LNÉ         | 1 307        | 2,45         |             |             |  |
|                | Lucien Chevalier                  | MDC            | 715          | 1,34         |             |             |  |
|                | Marc Droudun                      | Divers droite  | 0            | 0            |             |             |  |
|                |                                   |                |              |              |             |             |  |
| Inscrits       | Inscrits                          | Inscrits       | 79 460       | 100,00       | 79 247      | 100,00      |  |
| Abstentions    | Abstentions                       | Abstentions    | 23 097       | 29,07        | 25 133      | 31,71       |  |
| Votants        | Votants                           | Votants        | 56 363       | 70,93        | 54 114      | 68,29       |  |
| Blancs et nuls | Blancs et nuls                    | Blancs et nuls | 3 026        | 5,37         | 10 022      | 18,52       |  |
| Exprimés       | Exprimés                          | Exprimés       | 53 337       | 94,63        | 44 092      | 81,48       |  |

Le suppléant de Jean-Michel Ferrand était Alain Milon.

### Élections de 1997
| Candidat       | Candidat                          | Parti          | Premier tour | Premier tour | Second tour | Second tour |  |
| Candidat       | Candidat                          | Parti          | Voix         | %            | Voix        | %           |  |
| -------------- | --------------------------------- | -------------- | ------------ | ------------ | ----------- | ----------- |  |
|                | Jean-Michel Ferrand sortant réélu | RPR            | 15 887       | 29,02        | 30 602      | 63,00       |  |
|                | Guy Macary                        | FN             | 14 146       | 25,84        | 17 969      | 37,00       |  |
|                | Christian Gros                    | Divers gauche  | 8 011        | 14,63        |             |             |  |
|                | Roger Martin                      | PCF            | 5 866        | 10,72        |             |             |  |
|                | Bernard Senet                     | Les Verts      | 5 858        | 10,70        |             |             |  |
|                | Bernard Autric                    | LDI (MPF)      | 1 871        | 3,42         |             |             |  |
|                | Christian Musumeci                | GÉ             | 903          | 1,65         |             |             |  |
|                | Noëlla Leclercq                   | LT-LNÉ         | 737          | 1,35         |             |             |  |
|                | Jean-Pierre Albertini             | GÉ             | 575          | 1,05         |             |             |  |
|                | Dominique Florian                 | MÉI            | 312          | 0,57         |             |             |  |
|                | Jésus Ibanez                      | Divers         | 288          | 0,53         |             |             |  |
|                | Marc Droudun                      | Divers         | 285          | 0,52         |             |             |  |
|                |                                   |                |              |              |             |             |  |
| Inscrits       | Inscrits                          | Inscrits       | 81 095       | 100,00       | 81 087      | 100,00      |  |
| Abstentions    | Abstentions                       | Abstentions    | 23 711       | 29,24        | 22 820      | 28,14       |  |
| Votants        | Votants                           | Votants        | 57 384       | 70,76        | 58 267      | 71,86       |  |
| Blancs et nuls | Blancs et nuls                    | Blancs et nuls | 2 645        | 4,61         | 9 696       | 16,64       |  |
| Exprimés       | Exprimés                          | Exprimés       | 54 739       | 95,39        | 48 571      | 83,36       |  |

Le suppléant de Jean-Michel Ferrand était Alain Milon.

### Élections de 2002
| Candidat       | Candidat                          | Parti             | Premier tour | Premier tour | Second tour | Second tour |  |
| Candidat       | Candidat                          | Parti             | Voix         | %            | Voix        | %           |  |
| -------------- | --------------------------------- | ----------------- | ------------ | ------------ | ----------- | ----------- |  |
|                | Jean-Michel Ferrand sortant réélu | UMP               | 23 080       | 40,18        | 31 068      | 67,85       |  |
|                | Guy Macary                        | FN                | 14 250       | 24,81        | 14 723      | 32,15       |  |
|                | Benoît Magnat                     | Les Verts (PS)    | 9 473        | 16,49        |             |             |  |
|                | Guy Moureau                       | PCF               | 4 998        | 8,70         |             |             |  |
|                | Lucile Ravel                      | CPNT              | 881          | 1,53         |             |             |  |
|                | André Bonnet                      | MNR               | 853          | 1,48         |             |             |  |
|                | Séverine Debono                   | Extrême droite    | 714          | 1,24         |             |             |  |
|                | Henri Garcia                      | LT-LNÉ            | 707          | 1,23         |             |             |  |
|                | Régis Harle                       | LO                | 584          | 1,02         |             |             |  |
|                | Claude Tur                        | Divers droite     | 487          | 0,85         |             |             |  |
|                | Dominique Louis                   | MPF               | 430          | 0,75         |             |             |  |
|                | Francis Granon                    | Divers écologiste | 419          | 0,73         |             |             |  |
|                | Jean-Daniel Macabet               | MÉI               | 158          | 0,28         |             |             |  |
|                | Christine Bertolotto              | CNIP              | 155          | 0,27         |             |             |  |
|                | Conception Denia                  | GÉ                | 154          | 0,27         |             |             |  |
|                | François Irles-Marcos             | Divers            | 99           | 0,17         |             |             |  |
|                |                                   |                   |              |              |             |             |  |
| Inscrits       | Inscrits                          | Inscrits          | 89 195       | 100,00       | 89 166      | 100,00      |  |
| Abstentions    | Abstentions                       | Abstentions       | 30 235       | 33,9         | 37 823      | 42,42       |  |
| Votants        | Votants                           | Votants           | 58 960       | 66,1         | 51 343      | 57,58       |  |
| Blancs et nuls | Blancs et nuls                    | Blancs et nuls    | 1 518        | 2,57         | 5 552       | 10,81       |  |
| Exprimés       | Exprimés                          | Exprimés          | 57 442       | 97,43        | 45 791      | 89,19       |  |

Le suppléant de Jean-Michel Ferrand était Alain Milon. Alain Milon est élu Sénateur en 2004.

### Élections de 2007
| Candidat       | Candidat                          | Parti          | Premier tour | Premier tour | Second tour | Second tour |  |
| Candidat       | Candidat                          | Parti          | Voix         | %            | Voix        | %           |  |
| -------------- | --------------------------------- | -------------- | ------------ | ------------ | ----------- | ----------- |  |
|                | Jean-Michel Ferrand sortant réélu | UMP            | 28 550       | 48,79        | 35 680      | 64,47       |  |
|                | Nadine Peris                      | PS             | 9 619        | 16,44        | 19 660      | 35,53       |  |
|                | Guy Macary                        | FN             | 4 588        | 7,84         |             |             |  |
|                | Christian Chavrier                | UDF–MoDem      | 4 051        | 6,92         |             |             |  |
|                | Hervé de Lépinau                  | MPF            | 3 008        | 5,14         |             |             |  |
|                | Vivian Point                      | PCF            | 2 267        | 3,87         |             |             |  |
|                | Michel Cammal                     | LCR            | 1 789        | 3,06         |             |             |  |
|                | Benoît Magnat                     | Les Verts      | 1 253        | 2,14         |             |             |  |
|                | Peggy Gourvil                     | MNR            | 831          | 1,42         |             |             |  |
|                | Patrick Berbiguier                | CPNT           | 796          | 1,36         |             |             |  |
|                | Joséfa Carvou                     | LT-LNÉ         | 790          | 1,35         |             |             |  |
|                | Anne-Sophie Nicolas               | Divers         | 580          | 0,99         |             |             |  |
|                | Régis Harle                       | LO             | 396          | 0,68         |             |             |  |
|                |                                   |                |              |              |             |             |  |
| Inscrits       | Inscrits                          | Inscrits       | 97 325       | 100,00       | 97 321      | 100,00      |  |
| Abstentions    | Abstentions                       | Abstentions    | 37 763       | 38,8         | 39 660      | 40,75       |  |
| Votants        | Votants                           | Votants        | 59 562       | 61,2         | 57 661      | 59,25       |  |
| Blancs et nuls | Blancs et nuls                    | Blancs et nuls | 1 044        | 1,75         | 2 321       | 4,03        |  |
| Exprimés       | Exprimés                          | Exprimés       | 58 518       | 98,25        | 55 340      | 95,97       |  |

## Dans le cadre du découpage électoral de 2010

### Élections de 2012
Dans un sondage, deux hypothèses sont envisagées : un duel entre Jean-Michel Ferrand et Marion Maréchal et une triangulaire avec la candidate socialiste Catherine Arkilovitch. Dans le cas du duel, ce serait le candidat UMP qui l'emporterait avec 58,5 % des voix contre 41,5 % pour la nièce de Marine Le Pen. Dans le cas d'une triangulaire, ce serait Marion Maréchal qui serait élue avec 36,5 % suivi de Jean-Michel Ferrand avec 34,5 % et de Catherine Arkilovitch avec 29 % des intentions de vote.
| Candidat       | Candidat                    | Parti                      | Premier tour | Premier tour | Second tour | Second tour |  |
| Candidat       | Candidat                    | Parti                      | Voix         | %            | Voix        | %           |  |
| -------------- | --------------------------- | -------------------------- | ------------ | ------------ | ----------- | ----------- |  |
|                | Marion Maréchal élue        | FN                         | 15 172       | 34,65        | 18 920      | 42,09       |  |
|                | Jean-Michel Ferrand sortant | UMP                        | 13 151       | 30,03        | 16 100      | 35,82       |  |
|                | Catherine Arkilovitch       | PS                         | 9 624        | 21,98        | 9 926       | 22,08       |  |
|                | Roger Martin                | FG (PCF)                   | 3 392        | 7,75         |             |             |  |
|                | Astrid Ducros               | AC,                        | 796          | 1,82         |             |             |  |
|                | Bernard Maunier             | Divers écologiste (LT-LNÉ) | 767          | 1,75         |             |             |  |
|                | Bernard Hoffman             | MoDem                      | 712          | 1,63         |             |             |  |
|                | Bertrand Helleu             | Extrême gauche (LO)        | 178          | 0,41         |             |             |  |
|                |                             |                            |              |              |             |             |  |
| Inscrits       | Inscrits                    | Inscrits                   | 70 918       | 100,00       | 70 912      | 100,00      |  |
| Abstentions    | Abstentions                 | Abstentions                | 26 617       | 37,53        | 25 213      | 35,56       |  |
| Votants        | Votants                     | Votants                    | 44 301       | 62,47        | 45 699      | 64,44       |  |
| Blancs et nuls | Blancs et nuls              | Blancs et nuls             | 509          | 1,15         | 753         | 1,65        |  |
| Exprimés       | Exprimés                    | Exprimés                   | 43 792       | 98,85        | 44 946      | 98,35       |  |

À l'issue du premier tour, la direction du Parti socialiste demande à sa candidate de se désister afin d'empêcher l'élection d'une députée Front national. Catherine Arkilovitch décide néanmoins de se maintenir au second tour. Elle indique avoir consulté ses militants qui ont choisi « à l'unanimité » le maintien de sa candidature. Le lendemain du dépôt de la candidature, son suppléant Roland Davau appelle à voter pour le candidat UMP Jean-Michel Ferrand, expliquant son revirement par l'appel du Front de gauche local à voter en faveur de Jean-Michel Ferrand.

### Élections de 2017
Les élections législatives de 2017 ont lieu les dimanches 11 et 18 juin.
|                                                                           |                                                                                 |                           |                           |                          |                          |
|                                                                           |                                                                                 | Premier tour 11 juin 2017 | Premier tour 11 juin 2017 | Second tour 18 juin 2017 | Second tour 18 juin 2017 |
|                                                                           |                                                                                 |                           |                           |                          |                          |
|                                                                           |                                                                                 | Nombre                    | % des inscrits            | Nombre                   | % des inscrits           |
| Inscrits                                                                  | Inscrits                                                                        | 75 598                    | 100,00                    | 75 602                   | 100,00                   |
| Abstentions                                                               | Abstentions                                                                     | 39 187                    | 51,84                     | 41 849                   | 55,35                    |
| Votants                                                                   | Votants                                                                         | 36 411                    | 48,16                     | 33 753                   | 44,65                    |
|                                                                           |                                                                                 |                           | % des votants             |                          | % des votants            |
| Bulletins blancs                                                          | Bulletins blancs                                                                | 606                       | 1,66                      | 1 876                    | 5,56                     |
| Bulletins nuls                                                            | Bulletins nuls                                                                  | 176                       | 0,48                      | 660                      | 1,96                     |
| Suffrages exprimés                                                        | Suffrages exprimés                                                              | 35 629                    | 97,85                     | 31 217                   | 92,49                    |
|                                                                           |                                                                                 |                           |                           |                          |                          |
| Candidat Étiquette politique (partis et alliances)                        | Candidat Étiquette politique (partis et alliances)                              | Voix                      | % des exprimés            | Voix                     | % des exprimés           |
|                                                                           |                                                                                 |                           |                           |                          |                          |
|                                                                           | Brune Poirson La République en marche                                           | 11 425                    | 32,07                     | 15 819                   | 50,67                    |
|                                                                           | Hervé de Lépinau Front national                                                 | 11 335                    | 31,81                     | 15 398                   | 49,33                    |
|                                                                           | Gilles Vève Les Républicains (Union des démocrates et indépendants)             | 4 893                     | 13,73                     |                          |                          |
|                                                                           | Laurence Cermolacce-Boissier La France insoumise                                | 3 952                     | 11,09                     |                          |                          |
|                                                                           | Mina Idir Parti communiste français                                             | 1 245                     | 3,49                      |                          |                          |
|                                                                           | Bernard Maunier Écologiste (Confédération pour l'homme, l'animal et la planète) | 978                       | 2,74                      |                          |                          |
|                                                                           | Emmanuel Cointot Debout la France                                               | 787                       | 2,21                      |                          |                          |
|                                                                           | Tristan Flint d'Auriac Parti de la France                                       | 311                       | 0,87                      |                          |                          |
|                                                                           | Aurélie Rousseau Divers (Union populaire républicaine)                          | 272                       | 0,76                      |                          |                          |
|                                                                           | Jacqueline Scibilia Écologiste                                                  | 223                       | 0,63                      |                          |                          |
|                                                                           | Bertrand Helleu Lutte ouvrière                                                  | 208                       | 0,58                      |                          |                          |
|                                                                           | Philippe Maire Divers droite (577-Les Indépendants)                             | 0                         | 0,00                      |                          |                          |
| Source : Ministère de l'Intérieur - Troisième circonscription de Vaucluse |                                                                                 |                           |                           |                          |                          |

### Élections de 2022
Les élections législatives françaises de 2022 ont lieu les dimanches 12 et 19 juin 2022.
| Résultats des élections législatives des 12 et 19 juin 2022 de la 3e circonscription de Vaucluse |                          |                          |                          |              |              |             |             |
| Candidat                                                                                         | Candidat                 | Parti et coalition       | Nuance                   | Premier tour | Premier tour | Second tour | Second tour |
| Candidat                                                                                         | Candidat                 | Parti et coalition       | Nuance                   | Voix         | %            | Voix        | %           |
|                                                                                                  | Hervé de Lépinau         | RN                       | RN                       | 13 430       | 37,03        | 19 604      | 58,82       |
|                                                                                                  | Adrien Morenas           | LREM (ENS)               | ENS                      | 7 985        | 22,02        | 13 723      | 41,18       |
|                                                                                                  | Muriel Duenas            | PCF (NUPES)              | NUP                      | 6 947        | 19,16        |             |             |
|                                                                                                  | Christophe Tonnaire      | LR (UDC)                 | LR                       | 2 418        | 6,67         |             |             |
|                                                                                                  | Christian Montagard      | REC                      | REC                      | 2 364        | 6,52         |             |             |
|                                                                                                  | Bernard Maunier          | LT-LNE (TUPV)            | ECO                      | 825          | 2,27         |             |             |
|                                                                                                  | Sarah Rougeau            | EAC                      | ECO                      | 519          | 1,43         |             |             |
|                                                                                                  | Patricia Rogier          | PA                       | ECO                      | 418          | 1,15         |             |             |
|                                                                                                  | Laurent Charbonnel       | DLF (UPF)                | DSV                      | 415          | 1,14         |             |             |
|                                                                                                  | Rolland Gontard          | SE                       | DIV                      | 347          | 0,96         |             |             |
|                                                                                                  | Bertrand Helleu          | LO                       | DXG                      | 271          | 0,75         |             |             |
|                                                                                                  | Solène Vivier            | OLP (RPS)                | REG                      | 174          | 0,48         |             |             |
|                                                                                                  | Chantal Bonello          | POID                     | DXG                      | 154          | 0,42         |             |             |
| Votes valides                                                                                    | Votes valides            | Votes valides            | Votes valides            | 36 267       | 98,04        | 33 327      | 92,39       |
| Votes blancs                                                                                     | Votes blancs             | Votes blancs             | Votes blancs             | 517          | 1,40         | 2 011       | 5,57        |
| Votes nuls                                                                                       | Votes nuls               | Votes nuls               | Votes nuls               | 209          | 0,56         | 735         | 2,04        |
| Total                                                                                            | Total                    | Total                    | Total                    | 36 993       | 100          | 36 073      | 100         |
| Abstention                                                                                       | Abstention               | Abstention               | Abstention               | 41 873       | 53,09        | 42 791      | 54,26       |
| Inscrits / participation                                                                         | Inscrits / participation | Inscrits / participation | Inscrits / participation | 78 866       | 46,91        | 78 864      | 45,74       |

### Élections de 2024
| Candidat                 | Candidat                 | Parti et coalition       | Nuance                   | Premier tour | Premier tour |
| Candidat                 | Candidat                 | Parti et coalition       | Nuance                   | Voix         | %            |
| ------------------------ | ------------------------ | ------------------------ | ------------------------ | ------------ | ------------ |
|                          | Hervé de Lépinau         | RN                       | RN                       | 28 153       | 53,51        |
|                          | Muriel Duenas            | PCF (NFP)                | UG                       | 10 895       | 20,71        |
|                          | Souad Zitouni            | RE (ENS)                 | ENS                      | 8 947        | 17,01        |
|                          | Christophe Tonnaire      | LR                       | LR                       | 3 284        | 6,24         |
|                          | Bertrand Helleu          | LO                       | EXG                      | 671          | 1,28         |
|                          | Louis Roussel            | REC                      | REC                      | 662          | 1,26         |
|                          |                          |                          |                          |              |              |
| Suffrages exprimés       | Suffrages exprimés       | Suffrages exprimés       | Suffrages exprimés       | 52 612       | 96,99        |
| Votes blancs             | Votes blancs             | Votes blancs             | Votes blancs             | 1 112        | 2,05         |
| Votes nuls               | Votes nuls               | Votes nuls               | Votes nuls               | 520          | 0,96         |
| Total                    | Total                    | Total                    | Total                    | 54 244       | 100          |
| Abstention               | Abstention               | Abstention               | Abstention               | 25 097       | 31,63        |
| Inscrits / participation | Inscrits / participation | Inscrits / participation | Inscrits / participation | 79 341       | 68,37        |

#### Département de Vaucluse
- La fiche de l'INSEE de cette circonscription : « Tableaux et Analyses de la troisième circonscription de Vaucluse », sur insee.fr, site de l'Institut national de la statistique et des études économiques (consulté le 10 juin 2007) [PDF]

- « Tous les députés du département de Vaucluse depuis 1789 » [archive du 28 septembre 2007], sur assemblee-nationale.fr, site de l'Assemblée nationale française (consulté le 10 juin 2007)

- « Informations contentieuses sur le département de Vaucluse (Élections législatives de 2002) », sur conseil-constitutionnel.fr, site du Conseil constitutionnel (consulté le 13 juin 2007)

#### Circonscriptions en France
- « Carte des circonscriptions législatives en France », sur assemblee-nationale.fr, site de l'Assemblée nationale française (consulté le 10 juin 2007)

- « Résultats électoraux officiels en France », sur interieur.gouv.fr, site du ministère de l'Intérieur (France) (consulté le 13 juin 2007)

- Description et Atlas des circonscriptions électorales de France sur Atlaspol, site de cartographie géopolitique, consulté le 13 juin 2007.
- Ordonnance no 2009-935